# Чамышель
Чамышель (бел. Чамушаль) — упразднённая деревня в Лужковском сельсовете Кормянского района Гомельской области Беларуси.

## География

### Расположение
В 10 км на юг от Кормы, в 67 км от железнодорожной станции Рогачёв (на линии Могилёв — Жлобин), в 102 км от Гомеля.

## Транспортная сеть
Транспортные связи по просёлочной, затем автомобильной дороге Корма — Зелёная Поляна. Застройка деревянная усадебного типа.

## История
Основан в 1920-х годах переселенцами из соседних деревень. В 1932 году жители вступили в колхоз. Согласно переписи 1959 года в составе колхоза «Большевик» (центр — деревня Лужок).
1 марта 2012 года деревня упразднена.

## Население

### Численность
- 2004 год — 5 хозяйств, 6 жителей.

### Динамика
- 1959 год — 119 жителей (согласно переписи).
- 2004 год — 5 хозяйств, 6 жителей.